# ヴィルヘルム1世 (ヘッセン＝ローテンブルク方伯)
ヴィルヘルム1世（Wilhelm I. von Hessen-Rotenburg, 1648年5月15日 - 1725年11月20日）は、ヘッセン＝ローテンブルク方伯（在位：1683年 - 1725年）。甥のヘッセン＝ヴァンフリート＝ラインフェルス方伯ヴィルヘルム2世と区別するため、「1世」または「老伯（"der Jüngere"）」と呼ばれた。

## 生涯
ヘッセン＝ラインフェルス＝ローテンブルク方伯エルンスト1世とその妻でゾルムス＝リッヒ伯フィリップ1世の娘であるマリー・エレオノーレの間の長男として生まれた。父はヘッセン＝カッセル方伯モーリッツとその後妻のユリアーネ・フォン・ナッサウ＝ディレンブルク（Juliane von Nassau-Dillenburg）の間に生まれた息子達のうちの1人で、同母兄弟と共に宗主のヘッセン＝カッセル方伯領の4分の1の領域からなる分封領「ローテンブルガー・クヴァルト（Rotenburger Quart）」を与えられていた。
ヴィルヘルムはローテンブルク・アン・デア・フルダに住み、タウヌス山地のランゲンシュヴァルバッハにしばしば滞在した。ヴィルヘルムとその子孫はヘッセン家のうちローテンブルガー・クヴァルトを受け継いだ系統の嫡系であり、孫のコンスタンティンの代にはローテンブルガー・クヴァルトを統合した。1725年に亡くなり、遺骸はランゲンシュヴァルバッハにある聖エリーザベト・カトリック教会に安置された。

## 子女
1669年3月3日にベルギー地方のロシュフォールにて、マリア・アンナ・ツー・レーヴェンシュタイン＝ヴェルトハイム＝ロシュフォールと結婚し、間に8人の子女をもうけた。
- エレアノーレ（1674年）
- マリア・エレアノーレ（1675年 - 1720年） - 1692年、プファルツ＝ズルツバッハ公テオドール・オイスタッハと結婚
- エリーザベト（1677年 - 1739年） - 1695年、ナッサウ＝ハダマール侯フランツ・アレクサンダーと結婚
- ゾフィー（1678年）
- アマーリエ（1679年 - 1680年）
- ヨアネータ（1680年 - 1766年）
- エルネスティーナ（1681年 - 1732年） - 1719年、ラ・ビリャロンガ伯爵ロベルト・デ・ラ・セルダと結婚
- エルンスト・レオポルト（1684年 - 1749年） - ヘッセン＝ローテンブルク方伯

| ヴィルヘルム1世 (ヘッセン＝ローテンブルク方伯) ヘッセン＝ローテンブルク方伯家 1648年5月15日 - 1725年11月20日 |                                              |                              |
| ドイツの君主                                                                                                 |                                              |                              |
| 先代 エルンスト1世                                                                                           | ヘッセン＝ローテンブルク方伯 1693年 - 1725年 | 次代 エルンスト2世レオポルト |